# Romela Begaj
Romela Begaj (* 2. November 1986 in Tirana) ist eine albanische Gewichtheberin.

## Karriere
Romela Begaj nahm an den Olympischen Sommerspielen 2008 teil, wobei sie den sechsten Rang in der Kategorie bis 58 kg mit einer Gesamtleistung von 216 kg erringen konnte; dieselbe Zweikampfleistung reichte bei den Olympischen Sommerspielen 2012 noch zu Platz 11.
Sie gewann die Silbermedaille bei der Europameisterschaft 2008 in der Kategorie bis 58 kg mit einer Gesamtleistung von 212 kg. 2009 wurde sie Dritte in der Kategorie bis 58 kg mit einer Leistung von 207 kg, bei den Europameisterschaften 2010 in Minsk erneut Zweite mit einer Zweikampfleistung von 207 kg (= 96 kg + 111 kg).
Bei den Europameisterschaften im Gewichtheben 2011 war sie ohne gültigen Versuch geblieben. Im Jahr 2012 gewann sie bei der Europameisterschaft in Antalya wieder die Silbermedaille mit einer Zweikampfleistung von 215 kg (= 102 kg + 113 kg) hinter der leistungsgleichen, aber 360 g leichteren Boyanka Kostova aus Aserbaidschan. Die 102 kg stellen dabei den Europameistertitel im Reißen dar.
Bei den Weltmeisterschaften 2014 war sie Erste im Reißen. Allerdings wurde sie bei der Dopingkontrolle positiv auf Stanozolol getestet und für zwei Jahre gesperrt. Bei den Weltmeisterschaften 2017 trat sie in zwei Gewichtsklassen höher an (bis 69 kg). Sie holte beim Wettkampf in Anaheim Silber hinter der Kolumbianerin Leidy Solís mit 235 kg (= 107 kg + 128 kg). Beim Reißen hatte sie den Wettkampf mit einem Kilogramm Vorsprung gewonnen und wurde als Weltmeisterin geehrt.